# Mithridates III. (Kommagene)
Mithridates III. Antiochos Epiphanes auch als Mithridates III. von Kommagene (altgriechisch ο ΜιΘριδάτης Αντίοχος Επιφανής) bekannt, war ein König von Kommagene armenisch  griechischer Abstammung, der im 1. Jahrhundert v. Chr. lebte. Mithridates war ein Sohn und Nachfolger des Mithridates II.
Mithridates heiratete irgendwann nach 30 v. Chr. die medische Prinzessin und Tochter des Königs Artavasdes I. von Medien namens Iotapa. Iotapa gebar Mithridates einen Sohn namens Antiochos III. Als der Vater Mithridates’ im Jahr 20 v. Chr. starb, wurde Mithridates zum König und herrschte bis 12 v. Chr. Es ist sehr wenig bekannt über sein Leben und seine Herrschaft als König. Nach seinem Tod folgte ihm Antiochos III. auf den Thron.